# Dicranota (Rhaphidolabis) polymera
Dicranota (Rhaphidolabis) polymera is een tweevleugelige uit de familie Pediciidae. De soort komt voor in het Palearctisch gebied.